# 三和郵便局 (京都府)
三和郵便局（みわゆうびんきょく）は、京都府福知山市にある郵便局。民営化前の分類では集配特定郵便局であった。

## 概要
住所：〒620-1499 京都府福知山市三和町菟原中886-5

## 沿革
- 1874年（明治7年）12月16日 - 菟原（うはら）郵便取扱所として開設[1]。
- 1875年（明治8年）1月1日 - 菟原郵便局（五等）となる。
- 1885年（明治18年）10月1日 - 貯金取扱を開始。
- 1890年（明治23年）6月30日 - 貯金取扱を廃止。
- 1896年（明治29年）7月1日 - 為替・貯金取扱を開始。
- 1959年（昭和34年）3月16日 - 電話交換事務の取扱を細見郵便局に移管[2]。
- 1983年（昭和58年）8月1日 - 天田郡三和町菟原下から同町菟原中に移転するとともに、三和郵便局に改称。
- 1983年（昭和58年）10月3日 - 生野郵便局[3]から集配業務の一部[4]を移管。
- 2007年（平成19年）3月12日 - 丹波大原郵便局から「620-13xx」区域の集配業務を移管[5]。
- 2007年（平成19年）10月1日 - 民営化に伴い、併設された郵便事業福知山支店三和集配センターに一部業務を移管。
- 2012年（平成24年）10月1日 - 日本郵便株式会社の発足に伴い、郵便事業福知山支店三和集配センターを三和郵便局に統合。

## 取扱内容
- 郵便、印紙、ゆうパック、内容証明
- 貯金、為替、振替、振込、国際送金、国債
- 生命保険、バイク自賠責保険
- ゆうちょ銀行ATM
- 「620-13xx」「620-14xx」区域（福知山市の内、旧天田郡三和町域）の集配業務

## 周辺
- 福知山市立菟原小学校
- 国道9号
- 京都府道97号篠山三和線
- 土師川

## アクセス
- 福知山市営バス 三和郵便局前停留所下車
- 中京交通園福線・京都交通三和線・福知山市営バス 菟原停留所下車、南へ450m
- 中京交通園福線・京都交通三和線 天理教前停留所下車、東へ500m
- 舞鶴若狭自動車道 福知山ICから南東へ約14km
- 駐車場あり：3台